# کورا کارپیانانو
کورا کارپیانانو (به ایتالیایی: Cura Carpignano) یک کومونه در ایتالیا است که در استان پاویا واقع شده‌است. کورا کارپیانانو ۱۱٫۰۹ کیلومتر مربع مساحت و ۴٬۹۰۹ نفر جمعیت دارد و ۷۸ متر بالاتر از سطح دریا واقع شده‌است.